# Herrngiersdorf
Herrngiersdorf är en kommun och ort i Landkreis Kelheim i Regierungsbezirk Niederbayern i förbundslandet Bayern i Tyskland. Den tidigare kommunen Sittelsdorf uppgick 1 januari 1972 i Herrngiersdorf, följt av Semerskirchen 1 januari 1975 samt Sandsbach 1 januari 1978.
Kommunen ingår i kommunalförbundet Langquaid tillsammans med köpingen Langquaid och kommunen Hausen.